# 亞納查卡山 (亞納萬卡區)
10°34′09″S 76°40′21″W / 10.56917°S 76.67250°W
亞納查卡山（Yana Chaka），是秘魯的山峰，位於該國中部帕斯科大區，由丹尼爾阿爾西德斯卡里翁省的亞納萬卡區負責管轄，屬於安地斯山脈的一部分，海拔高度5,000米。